# Fabian Andre
Fabian Andre, född 8 januari 1910 i La Crosse, Wisconsin, USA, död 30 mars 1960 i Mexico City, Mexiko, var en amerikansk kompositör, dirigent och musikarrangör.
Andre skrev tillsammans med Wilbur Schwandt musiken till sången "Dream a Little Dream of Me" som spelats in av bland andra musikgruppen The Mamas and the Papas.